# Trond Bjørnsen
Trond Bjørnsen (Stavanger, 24 agosto 1975) è un ex calciatore norvegese, di ruolo centrocampista.

## Carriera

### Club
Bjørnsen cominciò la carriera con la maglia del Vidar, per poi passare al Viking. Esordì nella Tippeligaen con questa maglia, sostituendo Bjarte Lunde Aarsheim nel successo per 3-0 contro lo Hødd, in data 11 giugno 1995. Tornò poi al Vidar.
Nel 1998 diventò un calciatore del Lillestrøm, formazione per cui debuttò il 4 luglio 1998, quando fu schierato titolare nel pareggio per 1-1 contro lo Stabæk. Il 13 settembre dello stesso anno, segnò le prime reti, con una doppietta inflitta allo Haugesund e che contribuì al successo per 5-0 della sua squadra.
Passò poi al Bryne, sempre nella Tippeligaen, quando fu schierato titolare nella vittoria per 4-2 sullo Start. Il 3 maggio segnò il primo gol, nella sconfitta per 3-1 contro lo Haugesund. Rimase al Bryne fino al 2003.